# 앙엘라 흐로트하위전
앙엘라 흐로트하위전(Angela Groothuizen, 1959년 9월 28일 ~ )은 네덜란드의 가수, 배우, 사회자이다.